# Okręg wyborczy nr 33 do Senatu Rzeczypospolitej Polskiej (2001–2011)
Okręg wyborczy nr 33 do Senatu Rzeczypospolitej Polskiej obejmował w latach 2001–2011 obszar miasta na prawach powiatu Elbląga oraz powiatów bartoszyckiego, braniewskiego, działdowskiego, elbląskiego, iławskiego, lidzbarskiego, nowomiejskiego i ostródzkiego (województwo warmińsko-mazurskie). Wybierano w nim 2 senatorów na zasadzie większości względnej.
Powstał w 2001, jego obszar należał wcześniej do okręgów obejmujących województwo elbląskie oraz części województw ciechanowskiego, olsztyńskiego i toruńskiego. Zniesiony został w 2011, na jego obszarze utworzono nowe okręgi nr 84 i 85.
Siedzibą okręgowej komisji wyborczej był Elbląg.

## Reprezentanci okręgu
| Rok      | Senator komitet wyborczy                 | Senator komitet wyborczy                                       | Senator komitet wyborczy                               | Senator komitet wyborczy                                       |
| -------- | ---------------------------------------- | -------------------------------------------------------------- | ------------------------------------------------------ | -------------------------------------------------------------- |
| 2001     |                                          | Marian Kozłowski KKW Sojusz Lewicy Demokratycznej – Unia Pracy |                                                        | Władysław Mańkut KKW Sojusz Lewicy Demokratycznej – Unia Pracy |
| 2005     |                                          | Sławomir Sadowski Prawo i Sprawiedliwość                       |                                                        | Elżbieta Gelert Platforma Obywatelska RP                       |
| 2007 (I) |                                          | Sławomir Sadowski Prawo i Sprawiedliwość                       | Władysław Mańkut KKW Lewica i Demokraci SLD+SDPL+PD+UP |                                                                |
| 2007 (X) |                                          | Sławomir Sadowski Prawo i Sprawiedliwość                       | Stanisław Gorczyca Platforma Obywatelska RP            |                                                                |
| 2011     | okręg zniesiony, patrz okręgi nr 84 i 85 | okręg zniesiony, patrz okręgi nr 84 i 85                       | okręg zniesiony, patrz okręgi nr 84 i 85               | okręg zniesiony, patrz okręgi nr 84 i 85                       |

## Wyniki wyborów
Symbolem „●” oznaczono senatorów ubiegających się o reelekcję.

### Wybory parlamentarne 2001
| Kandydat                                              | Kandydat             | Komitet wyborczy                              | Głosów |
| ----------------------------------------------------- | -------------------- | --------------------------------------------- | ------ |
|                                                       | Marian Kozłowski     | KKW Sojusz Lewicy Demokratycznej – Unia Pracy | 74 088 |
|                                                       | Władysław Mańkut     | KKW Sojusz Lewicy Demokratycznej – Unia Pracy | 66 194 |
|                                                       | Jerzy Lewandowski    | Samoobrona Rzeczpospolitej Polskiej           | 43 399 |
|                                                       | Tadeusz Kopacz●      | KWW Blok Senat 2001                           | 33 322 |
|                                                       | Stanisław Czajka     | Polskie Stronnictwo Ludowe                    | 30 055 |
|                                                       | Kazimierz Gutowski   | Polskie Stronnictwo Ludowe                    | 30 015 |
|                                                       | Sławomir Willenberg● | KWW Sławomira Jana Willenberga                | 17 266 |
|                                                       | Józef Kuczyński●     | KWW Józefa Kuczyńskiego                       | 16 355 |
|                                                       | Marian Peters        | Polska Partia Socjalistyczna                  | 5746   |
| Frekwencja: 42,03% Źródło: Państwowa Komisja Wyborcza |                      |                                               |        |

*Tadeusz Kopacz i Józef Kuczyński reprezentowali w Senacie IV kadencji (1997–2001) województwo elbląskie, Sławomir Willenberg był wcześniej przedstawicielem województwa ciechanowskiego.

### Wybory parlamentarne 2005
| Kandydat                                              | Kandydat            | Komitet wyborczy                    | Głosów |
| ----------------------------------------------------- | ------------------- | ----------------------------------- | ------ |
|                                                       | Sławomir Sadowski   | Prawo i Sprawiedliwość              | 57 581 |
|                                                       | Elżbieta Gelert     | Platforma Obywatelska RP            | 47 875 |
|                                                       | Jerzy Bachar        | Samoobrona Rzeczpospolitej Polskiej | 38 309 |
|                                                       | Jan Bobek           | Polskie Stronnictwo Ludowe          | 28 571 |
|                                                       | Władysław Mańkut●   | Sojusz Lewicy Demokratycznej        | 27 274 |
|                                                       | Miron Sycz          | Partia Demokratyczna – demokraci.pl | 16 473 |
|                                                       | Adam Żyliński       | KWW Adama Jacka Żylińskiego         | 16 110 |
|                                                       | Sławomir Willenberg | Centrum                             | 10 159 |
|                                                       | Tadeusz Bejnarowicz | Partia Demokratyczna – demokraci.pl | 9809   |
| Frekwencja: 34,39% Źródło: Państwowa Komisja Wyborcza |                     |                                     |        |

### Wybory uzupełniające 2007
Głosowanie odbyło się z powodu wyboru Elżbiety Gelert do Rady Miejskiej w Elblągu.
| Kandydat                                             | Kandydat         | Komitet wyborczy                      | Głosów |
| ---------------------------------------------------- | ---------------- | ------------------------------------- | ------ |
|                                                      | Władysław Mańkut | KKW Lewica i Demokraci SLD+SDPL+PD+UP | 4026   |
|                                                      | Antoni Czyżyk    | Platforma Obywatelska RP              | 3503   |
|                                                      | Jolanta Szulc    | Polskie Stronnictwo Ludowe            | 2852   |
|                                                      | Lech Kraśniański | Samoobrona Rzeczpospolitej Polskiej   | 1222   |
|                                                      | Irena Tarnacka   | Liga Polskich Rodzin                  | 1183   |
| Frekwencja: 2,56% Źródło: Państwowa Komisja Wyborcza |                  |                                       |        |

### Wybory parlamentarne 2007
| Kandydat                                              | Kandydat            | Komitet wyborczy                      | Głosów |
| ----------------------------------------------------- | ------------------- | ------------------------------------- | ------ |
|                                                       | Stanisław Gorczyca  | Platforma Obywatelska RP              | 89 766 |
|                                                       | Sławomir Sadowski●  | Prawo i Sprawiedliwość                | 65 061 |
|                                                       | Jan Harhaj          | Platforma Obywatelska RP              | 63 561 |
|                                                       | Bogdan Aleksiejczuk | KKW Lewica i Demokraci SLD+SDPL+PD+UP | 43 191 |
|                                                       | Jerzy Brodowski     | Polskie Stronnictwo Ludowe            | 40 007 |
|                                                       | Ryszard Jedliński   | KKW Lewica i Demokraci SLD+SDPL+PD+UP | 29 320 |
|                                                       | Zbigniew Grajoszek  | Samoobrona Rzeczpospolitej Polskiej   | 14 259 |
| Frekwencja: 46,89% Źródło: Państwowa Komisja Wyborcza |                     |                                       |        |